# 1972년 하계 올림픽 카누
1972년 하계 올림픽 카누 경기는 1972년 8월 28일부터 8월 30일까지 서독 뮌헨에서 열렸다. 1972년 뮌헨 하계 올림픽 카누 종목에서 7개의 스프린트 경주가 열렸고 그 대회에서 카누 스프린트 경주가 올림픽 종목으로 처음 채택되었다. 4개의 슬라럼 종목이 아우그스부르크 에이스카날에서 열렸다.

## 메달 집계
| 순위 | 국가             | 금메달 | 은메달 | 동메달 | 합계 |
| ---- | ---------------- | ------ | ------ | ------ | ---- |
| 1    | 소련 (URS)       | 6      | 0      | 0      | 6    |
| 2    | 동독 (GDR)       | 4      | 1      | 1      | 6    |
| 3    | 루마니아 (ROU)   | 1      | 2      | 1      | 4    |
| 4    | 서독 (FRG)       | 0      | 3      | 2      | 5    |
| 5    | 헝가리 (HUN)     | 0      | 2      | 2      | 4    |
| 6    | 오스트리아 (AUT) | 0      | 1      | 0      | 1    |
| 7    | 네덜란드 (NED)   | 0      | 1      | 0      | 1    |
| 8    | 스웨덴 (SWE)     | 0      | 1      | 0      | 1    |
| 9    | 불가리아 (BUL)   | 0      | 0      | 1      | 1    |
| 10   | 프랑스 (FRA)     | 0      | 0      | 1      | 1    |
| 11   | 노르웨이 (NOR)   | 0      | 0      | 1      | 1    |
| 12   | 폴란드 (POL)     | 0      | 0      | 1      | 1    |
| 13   | 미국 (USA)       | 0      | 0      | 1      | 1    |